# Руска-Монтане
Руска-Монтане (рум. Rusca Montană) — село у повіті Караш-Северін в Румунії. Входить до складу комуни Руска-Монтане.
Село розташоване на відстані 312 км на північний захід від Бухареста, 53 км на північний схід від Решиці, 97 км на схід від Тімішоари.

## Населення
За даними перепису населення 2002 року у селі проживали 1642 особи.
Національний склад населення села:
| Національність | Кількість осіб | Відсоток |
| -------------- | -------------- | -------- |
| румуни         | 1552           | 94,5%    |
| німці          | 52             | 3,2%     |
| угорці         | 18             | 1,1%     |
| українці       | 16             | 1,0%     |

Рідною мовою назвали:
| Мова       | Кількість осіб | Відсоток |
| ---------- | -------------- | -------- |
| румунська  | 1584           | 96,5%    |
| німецька   | 31             | 1,9%     |
| українська | 14             | 0,9%     |
| угорська   | 12             | 0,7%     |